# René Allio
René Allio (Marsiglia, 8 marzo 1924 – Parigi, 27 marzo 1995) è stato un regista francese.

## Filmografia
- Una vecchia signora indegna (La Vieille Dame indigne) (1965)
- L'une et l'autre (1967)
- Pierre et Paul (1969)
- Les camisards (1972)
- Una giornata amara (Rude journée pour la reine) (1973)
- Moi, Pierre Rivière, ayant égorgé ma mère, ma soeur et mon frère... (1976)
- Retour à Marseille (1980)
- L'heure exquise - documentario (1981)
- Le matelot 512 (1984)
- Un médecin des lumières - film TV (1988)
- Transit (1991)
- Pour Vythialingam Skandarajah, Royaume Uni, episodio del film Contre l'oubli (1991)